# ماركو سيلفيستري
ماركو سيلفيستري (بالإيطالية: Marco Silvestri)‏ (2 مارس 1991 بكاستلنوفو ني مونتي في إيطاليا - ) هو لاعب كرة قدم إيطالي في مركز حراسة المرمى. شارك مع منتخب إيطاليا تحت 20 سنة لكرة القدم ومنتخب إيطاليا تحت 21 سنة لكرة القدم. أما مع النوادي، فقد لعب مع كييفو فيرونا وليدز يونايتد ونادي بادوفا ونادي ريجيانا 1919 ونادي كالياري ونادي مودينا.

## وصلات خارجية
- ماركو سيلفيستري على موقع الاتحاد الأوربي (الإنجليزية)
- ماركو سيلفيستري على موقع قاعدة بيانات كرة القدم.إي يو (الإنجليزية)
- ماركو سيلفيستري على موقع Soccerbase.com (لاعب) (الإنجليزية)
- ماركو سيلفيستري على موقع Soccerway.com (الإنجليزية)
- ماركو سيلفيستري على موقع AS.com (الإسبانية)